# Cá bàng chài ba vạch
Iniistius trivittatus là một loài cá biển thuộc chi Iniistius trong họ Cá bàng chài. Loài cá này được mô tả lần đầu tiên vào năm 2000.

## Từ nguyên
Từ định danh của loài cá này trong tiếng Latinh có nghĩa là "có ba dải sọc" (tri: "ba" + vittatus: "có sọc"), hàm ý đề cập đến ba dải sọc đen trên cơ thể của loài này.

## Phạm vi phân bố và môi trường sống
I. trivittatus có phạm vi phân bố ở Tây Thái Bình Dương. Loài cá này được ghi nhận tại 3 vị trí: đảo Đài Loan, bờ biển Hồng Kông và miền nam Việt Nam. Sau đó, vào năm 2010, I. trivittatus được biết đến thêm tại Thái Lan và Malaysia, góp phần mở rộng phạm vi của loài này trên Biển Đông.
I. trivittatus sống gần các rạn san hô viền bờ trên nền đáy cát ở độ sâu đến ít nhất là 10 m.

## Mô tả
Chiều dài cơ thể tối đa được ghi nhận ở I. trivittatus là 30 cm. Trán dốc và cứng chắc là điểm đặc trưng của hầu hết các loài thuộc chi Iniistius. Điều này giúp chúng có thể dễ dàng đào hang dưới cát bằng đầu của mình.
Cơ thể có màu xám nhạt, hai bên thân có ba dải sọc đen. Đầu có một đường sọc xanh lam trên trán. Mống mắt có viền trong màu vàng và viền ngoài màu tím lam hoặc đỏ tía. Các vây có màu vàng nhạt, ngoại trừ vây ngực trong suốt. Vây lưng và vây hậu môn có viền màu hồng ở rìa, riêng vây lưng có đường sọc màu cam ở gốc vây. Vây đuôi có các vệt hồng.
Số gai ở vây lưng: 9; Số tia vây ở vây lưng: 12; Số gai ở vây hậu môn: 3; Số tia vây ở vây hậu môn: 12; Số tia vây ở vây ngực: 12; Số gai ở vây bụng: 1; Số tia vây ở vây bụng: 5.

## Thương mại
I. trivittatus được xem là một loài cá thực phẩm ở Việt Nam. Loài này được ghi nhận là đã xuất khẩu từ Vũng Tàu sang Thụy Điển cùng với Iniistius evides và Iniistius dea.

### Trích dẫn
- J. E. Randall; A. S. Cornish (2000). "Xyrichtys trivittatus, a new species of razorfish (Perciformes: Labridae) from Hong Kong and Taiwan" (PDF). Zoological Studies. Quyển 39 số 1. tr. 18–22. Bản gốc (PDF) lưu trữ ngày 11 tháng 7 năm 2019. Truy cập ngày 19 tháng 8 năm 2019.